# Der ewige Friede
Der ewige Friede (englisch: Forever Peace) ist der deutsche Titel eines 1997 veröffentlichten Science-Fiction-Romans von Joe Haldeman. Er wird mit den Romanen Der Ewige Krieg (1974) und Am Ende des Krieges (2002) in die The-Forever-War-Reihe eingeordnet, stellt jedoch keine direkte Fortsetzung von Der Ewige Krieg dar.

## Handlung
Auch wenn er thematisch mit dem vorherigen Roman verknüpft ist, handelt es sich bei Der ewige Friede nicht um eine klassische Fortsetzung: Es ist vielmehr ein eigenständiges Werk, obwohl es in einer kombinierten Ausgabe mit Der Ewige Krieg und Am Ende des Krieges veröffentlicht wurde.
Der Protagonist des Romans ist Julian Class, der sich im Jahr 2043 sowohl als Universitäts-Professor als auch als Soldat verdingt: Er steuert von Zeit zu Zeit einen mächtigen Kampfroboter, einen sogenannten „Soldier Boy.“ Diese Roboter werden von den Vereinigten Staaten in einem unaufhörlichen, asymmetrischen Konflikt gegen Aufständische in der Dritten Welt eingesetzt. Die Steuerung der Roboter erfolgt mittels einer neuronalen Verbindung über große Entfernungen; die Operator sitzen sicher in Bunkern in den kontinentalen USA, während ihre Kampfmaschinen durch Wüsten und Dschungel streifen. Bei diesem Prozess verschmelzen die Bewusstseine der Kämpfer zu einem und sie gehen gemeinsam auf Patrouille, führen Attentate durch und schlagen lokale Aufstände nieder.
Als Professor arbeitet Class an einem Großforschungsprojekt, dem „Jupiter-Projekt“. Mit seiner Kollegin Amelia meint er entdeckt zu haben, dass dieses Projekt zu einem weiteren Urknall und damit zum Ende des bekannten Universums führen könnte.
Da ihre Erörterung dieser Tatsache jedoch von einer wissenschaftlichen Zeitschrift abgelehnt wird, finden sie sich versucht, das Jupiter-Projekt auf eigenen Hand zu sabotieren. In diesem Zusammenhang bekommen sie Kontakt zu einer Widerstandsgruppe, die daran arbeitet, alle Menschen von gewaltsamen Trieben zu befreien, während eine andere, christlich-fundamentalistische Geheimloge versucht, das Ende des Universums aktiv herbeizuführen.
Es stellt sich heraus, dass alle Menschen, deren Bewusstsein im Körper eines Soldierboys für eine gewisse Zeit verschmolzen waren, eine derart verstärkte Empathie entwickeln, dass es ihnen unmöglich wird, Aggression gegen einen anderen Menschen zu begehen, ja selbst zur Notwehr sind sie nicht mehr länger in der Lage. Gemeinsam mit Marty Larrin, einem der Ingenieure hinter der Technologie, befriedet Class die gesamte Menschheit und verhindert nebenbei die vom Teilchenbeschleuniger drohende Apokalypse.

### Die Welt
Die Welt in Haldemans „Der Ewige Friede“ ist in einen Nord-Süd Konflikt eingeteilt, in dem die Allianz (grob eingeteilt die Industriestaaten auf der Nordhalbkugel) gegen die Ngumi (Südamerika, Afrika, Teile Asiens) in einem asymmetrischen Konflikt um die Ressourcen und die Deutungshoheit kämpfen. Beide Seiten verfügen über Atomwaffen, welche in einem bereits zwölf Jahre währenden Konflikt bereits mehrfach zum Einsatz kamen. Zwischen den beiden Fraktionen liegen mehrere Grenzstaaten, unter anderem Mexiko, welches zwar den USA nahe steht, jedoch selbst nicht zur Allianz gehört. Diese Staaten profitieren vom Einfluss der Allianz, sind allerdings nicht unmittelbar am Krieg beteiligt.
Die Allianz, angeführt von den USA, verfügen dabei über sogenannte Nanoschmieden (engl. Nanoforges), Maschinen, die es ermöglichen, jedes gewünschte Produkt zu erschaffen, solange sie mit den dazu benötigten Rohstoffen beliefert wird. Aufgrund eines Unfalls während der Erprobung dieser Maschinen (der im Laufe der Handlung als eine Inszenierung aufgedeckt wird), gelang es den USA, die anderen Länder von der Entwicklung einer ähnlichen Schmiede abzuhalten, womit die Vormachtstellung des Landes enorm ausgebaut wird.
Ausgestattet mit Soldierboys – humanoiden Robotern, die von Operatoren ferngesteuert werden – haben die USA weiterhin eine enorme militärische Stärke erreicht, der die Ngumi keinen ernsthaften Widerstand entgegenbringen können und somit zu einem Guerilla-Krieg gezwungen sind.
Das Wirtschaftssystem der USA wird im Roman sehr genau beschrieben. Es handelt sich um einen Wohlfahrtsstaat, in dem, von einem dreijährigen Militärdienst abgesehen, niemand gezwungen ist zu arbeiten. Die Nanoschmieden sind in der Lage, die Bevölkerung mit allen grundlegenden Konsumgütern zu versorgen. Diese werden mittels Chips bezahlt, welche jedem Staatsangehörigen monatlich ausgeteilt werden. Geld existiert weiterhin, dient jedoch einzig und allein dem Zweck, Luxusgüter wie z. B. Alkohol zu kaufen. Weiterhin ist Prostitution ein gefragtes Geschäft, welches mit Geld bezahlt wird.

#### Soldier Boys
Soldier Boys sind die wesentliche Technologie des Romans. Diese von Operatoren gesteuerten Roboter sind in Zehner-Einheiten aktiv, jeweils fünf Männer und fünf Frauen sind in einem Team. Gesteuert werden die Soldierboys mittels eines Brain-Machine-Interface, dem sogenannten Kontakt, welches die Gehirne der Operatoren mit den Maschinen verbindet. Dadurch ist es den Operatoren möglich, den Soldierboy wie einen Avatar zu steuern. Während der Verbindung der Operatoren sind die diese auch untereinander vernetzt, was dafür sorgt, dass sie ihre Gedanken und Gefühle teilen können, aber auch die Eigenschaften des jeweils anderen Geschlechts wahrnehmen können. Männer sind so beispielsweise in der Lage, den Menstruationszyklus der Frauen in ihrem Team wahrzunehmen, welcher sich bei diesen ebenfalls angleicht.
Die Teams werden in Aufklärungs- und Killerkommandos eingeteilt, welche untereinander in losem Kontakt stehen. In jedem Team gibt es einen Leader, der die Befehle aus der Kommandozentrale annimmt und sie an die übrigen Teammitglieder weitergibt und einen Funker, der mit den anderen Einheiten in Kontakt bleibt. Ein Einsatz dauert zehn Tage, danach gibt es einen Schichtwechsel, in dem die Operatoren ausgetauscht werden und zwei Wochen Freigang bekommen. Die Soldierboys verbleiben, sofern sie nicht beschädigt wurden, weiter im Einsatzgebiet.
Bewaffnet sind die Soldier Boys mit verschiedenen Systemen, welche nicht tödlich (Tränengas, Brechgas, Betäubungspfeile) oder tödlich (Uranmunition, verschiedene Raketen, je nach Einsatz sogar Atomsprengköpfe) sein können und je nach Einsatzgebiet und Aufgabe variiert werden können.
Weiterhin gibt es neben den Soldier Boys noch Fly Boys (Luftwaffe) und Sailor Boys (Marine), welche nach demselben Prinzip funktionieren.

## Auszeichnungen
Der Roman wurde mit dem Hugo Award, dem Nebula Award und dem John W. Campbell Memorial Award ausgezeichnet. Darüber hinaus war er für den Locus Award nominiert.

## Veröffentlichungen
- Der ewige Friede, Heyne-Verlag, München 1997, ISBN 978-3-453-16186-3 (Neuauflage in neuer Übersetzung als Soldierboy, 2014, ISBN 978-3-939212-57-7)